# Édith Scob
Édith Scob, nata Edith Helena Vladimirovna Scobeltzine (Parigi, 21 ottobre 1937 – Parigi, 26 giugno 2019), è stata un'attrice francese.

## Biografia

### Carriera
Édith Scob esordì nel mondo del cinema recitando nel film La fossa dei disperati (1959) di Georges Franju. Nel 1960 acquisì notorietà interpretando la parte della figlia dal volto sfigurato nel film Occhi senza volto, dello stesso Franju. Negli anni successivi proseguì la collaborazione con il regista francese, recitando nei suoi film Il delitto di Thérèse Desqueyroux (1962), L'uomo in nero (1963) e Thomas l'imposteur (1965). Altro proficuo sodalizio artistico fu quello con il regista cileno Raúl Ruiz: la Scob recitò nei suoi film La Vocation suspendue (1978), Il tempo ritrovato (1999), Il figlio di due madri (2000), Les Âmes fortes (2001), Quel giorno (2003) e Le Domaine perdu (2005).
Oltre ai sopracitati film, la Scob apparve in numerosi altri lungometraggi, tra cui: Letto, fortuna e femmine (1962), La via lattea (1969), La tardona (1972), L'estate assassina (1983), Il patto dei lupi (2001), Vidocq - La maschera senza volto (2001), Bon Voyage (2003), Gemma Bovery (2014), Le règne de la beauté (2014) e Le cose che verranno (2016). Nel corso della sua carriera fu candidata due volte al premio César per la migliore attrice non protagonista, per i film Ore d'estate (2008) di Olivier Assayas e Holy Motors (2012) di Leos Carax. L'attrice ebbe anche una prolifica carriera come interprete teatrale e sul piccolo schermo. Dal 2002 al 2011 fece parte del cast principale della serie televisiva Suor Therese, trasmessa da TF1.

### Vita privata
Edith Scob era la sorella del ciclista Michel Scob (1935-1995) ed è stata sposata con il compositore greco Georges Aperghis.

## Filmografia

### Cinema
- La fossa dei disperati (La Tête contre les murs), regia di Georges Franju (1959)
- Occhi senza volto (Les Yeux sans visage), regia di Georges Franju (1960)
- La dolce età (Le Bel Âge), regia di Pierre Kast (1960)
- La ligne de mire, regia di Jean-Daniel Pollet (1960)
- I peccatori della foresta nera (La Chambre ardente), regia di Julien Duvivier (1962)
- L'assassino è al telefono (L'assassin est dans l'annuaire), regia di Léo Joannon (1962)
- Letto, fortuna e femmine (Le Bateau d'Émile), regia di Denys de La Patellière (1962)
- Il delitto di Thérèse Desqueyroux (Thérèse Desqueyroux), regia di Georges Franju (1962)
- L'uomo in nero (Judex), regia di Georges Franju (1963)
- Thomas l'imposteur, regia di Georges Franju (1965)
- Hachisch, regia di Michel Soutter (1968)
- La via lattea (La Voie lactée), regia di Luis Buñuel (1969)
- Il bel mostro (Un beau monstre), regia di Sergio Gobbi (1971)
- La tardona (La Vieille Fille), regia di Jean-Pierre Blanc (1972)
- Erica Minor, regia di Bertrand Van Effenterre (1974)
- L'Acrobate, regia di Jean-Daniel Pollet (1976)
- Autopsia di un mostro (Autopsie d'un monstre), regia di André Cayatte (1977)
- La vocation suspendue, regia di Raúl Ruiz (1978)
- Mille miliardi di dollari (Mille milliards de dollars), regia di Henri Verneuil (1982)
- L'estate assassina (L'Été meurtrier), regia di Jean Becker (1983)
- Radio Corbeau, regia di Yves Boisset (1989)
- Baptême, regia di René Féret (1989)
- One Can Always Dream (On peut toujours rêver), regia di Pierre Richard (1991)
- Rue du Bac, regia di Gabriel Aghion (1991)
- Gli amanti del Pont-Neuf (Les Amants du Pont-Neuf), regia di Leos Carax (1991)
- La cavale des fous, regia di Marco Pico (1993)
- Giovanna d'Arco - Parte II: Le prigioni (Joan the Maiden, Part 2: The Prisons), regia di Jacques Rivette (1994)
- Casa de Lava, regia di Pedro Costa (1994)
- Un air si pur..., regia di Yves Angelo (1997)
- Sciampiste & Co. (Vénus Beauté (Institut)), regia di Tonie Marshall (1999)
- Il tempo ritrovato (Le Temps retrouvé), regia di Raúl Ruiz (1999)
- La Fidélité, regia di Andrzej Żuławski (2000)
- Il figlio di due madri (Comédie de l'innocence), regia di Raúl Ruiz (2000)
- La chambre obscure, regia di Marie-Christine Questerbert (2000)
- Il patto dei lupi (Le Pacte des loups), regia di Christophe Gans (2001)
- Du côté des filles, regia di Françoise Decaux-Thomelet (2001)
- Les Âmes fortes, regia di Raúl Ruiz (2001)
- Vidocq - La maschera senza volto (Vidocq), regia di Pitof (2001)
- L'uomo del treno (L'Homme du train), regia di Patrice Leconte (2002)
- La mentale, regia di Manuel Boursinhac (2002)
- Bon voyage, regia di Jean-Paul Rappeneau (2003)
- Quel giorno (Ce jour-là), regia di Raúl Ruiz (2003)
- Le domaine perdu, regia di Raúl Ruiz (2005)
- L'annulaire, regia di Diane Bertrand (2005)
- Komma, regia di Martine Doyen (2006)
- Suzanne, regia di Viviane Candas (2007)
- La question humaine, regia di Nicolas Klotz (2007)
- Didine, regia di Vincent Dietschy (2008)
- Ore d'estate (L'Heure d'été), regia di Olivier Assayas (2008)
- Des Indes à la planète Mars, regia di Christian Merlhiot e Matthieu Orléan (2008)
- Je te mangerais, regia di Sophie Laloy (2009)
- Où va la nuit, regia di Martin Provost (2011)
- Un baiser papillon, regia di Karine Silla (2011)
- Retour à Mayerling, regia di Paul Vecchiali (2011)
- Holy Motors, regia di Leos Carax (2012)
- Par exemple, Electre, regia di Jeanne Balibar e Pierre Léon (2013)
- Les yeux jaunes des crocodiles, regia di Cécile Telerman (2014)
- Le règne de la beauté, regia di Denys Arcand (2014)
- Gemma Bovery, regia di Anne Fontaine (2014)
- Una famiglia in affitto (Une famille à louer), regia di Jean-Pierre Améris (2015)
- Le cose che verranno (L'avenir), regia di Mia Hansen-Løve (2016)
- Le cancre, regia di Paul Vecchiali (2016)
- Amore a seconda vista (Mon inconnue), regia di Hugo Gélin (2019)

### Televisione
- Un homme de Dieu, regia di Jean Vernier - film TV (1961)
- Babek, regia di Guy Lessertisseur - film TV (1964)
- Jeanne au bûcher, regia di Roger Kahane - film TV (1966)
- Les cinq dernières minutes - serie TV, 1 episodio (1967)
- Adeline Venician, regia di Charles Paolini - film TV (1967)
- La cigale, regia di Guy Lessertisseur - film TV (1967)
- Une aventure de Sherlock Holmes, regia di Jean-Paul Carrère - film TV (1967)
- La Boniface, regia di Pierre Cardinal - film TV (1968)
- La librairie du soleil, regia di Edmond Tiborovsky - film TV (1969)
- La mort de Danton, regia di Claude Barma - film TV (1970)
- Diabolissimo, regia di Pierre Bureau - film TV (1971)
- Le grillon du foyer, regia di Jean-Paul Carrère - film TV (1972)
- Les écrits restent, regia di Pierre Bureau - film TV (1973)
- Byron libérateur de la Grèce ou Le jardin des héros, regia di Pierre Bureau - film TV (1973)
- Que voyez-vous Miss Ellis?, regia di Claude Mourthé - film TV (1975)
- Monsieur Jadis, regia di Michel Polac - film TV (1975)
- La vérité tient à un fil - serie TV (1976)
- Il vendicatore di Corbillères (La Poupée sanglante) - miniserie TV, 4 episodi (1976)
- Cinéma 16 - serie TV, 1 episodio (1979)
- Médecins de nuit - serie TV, 1 episodio (1980)
- Le sang des Atrides, regia di Sam Itzkovitch - film TV (1981)
- L'ours en peluche, regia di Edouard Logereau - film TV (1982)
- Télévision de chambre - serie TV, 1 episodio (1983)
- S.O.S. disparus - miniserie TV, 1 episodio (1990)
- La fable des continents, regia di Hugo Santiago - film TV (1991)
- Haute tension - serie TV, 1 episodio (1992)
- La chambre des magiciennes, regia di Claude Miller - film TV (2000)
- Les duettistes: Le môme, regia di Denys Granier-Deferre - film TV (2001)
- Avocats & associés - serie TV, 1 episodio (2002)
- Caméra café - serie TV, 1 episodio (2003)
- Déjeuner chez Wittgenstein, regia di Hans Peter Cloos - film TV (2004)
- Une vie française, regia di Jean-Pierre Sinapi - film TV (2011)
- Suor Therese (Sœur Thérèse.com) - serie TV, 21 episodi (2002-2011)
- Clara s'en va mourir, regia di Virginie Wagon - film TV (2012)
- Diabolique, regia di Gabriel Aghion - film TV (2016)
- Accusé - serie TV, 1 episodio (2016)
- Transferts - serie TV, 1 episodio (2017)

## Doppiatrici italiane
- Maria Pia Di Meo in Occhi senza volto
- Graziella Polesinanti in Vidocq - La maschera senza volto
- Patrizia Giangrand in Holy Motors
- Vittoria Febbi in Gemma Bovery